# 鵜川もえか
鵜川 もえか（うかわ もえか、2002年4月10日 - ）は、日本のモデル、女優。京都府出身。ジャストプロ所属。旧芸名は、鵜川 百咲華（読み同じ）。

## 経歴
2023年6月29日に発売の「週刊ヤングジャンプ」で初となる水着グラビアを披露した。

## 出演

### バラエティ
- ピラメキーノ640（2013年12月17日 - 24日、テレビ東京）子役恋物語シーズン33 ※鵜川百咲華 名義[3]

### テレビドラマ
- 暴太郎戦隊ドンブラザーズ ドン39話・47話・48話（2022年12月4日・2023年2月5日・12日、テレビ朝日） - たまき 役
- 95 第3話（2024年4月22日、テレビ東京）

### ネット番組
- 今日、好きになりました。 青い春編（2020年4月6日 - 5月4日、AbemaTV）[4]

### 舞台
- アリスインプロジェクト「降臨Hearts」(2018年7月11日 - 16日、新宿村LIVE)
- 恋ばば十四歳！（2019年5月2日 - 6日、劇場HOPE） - 汐原静江 役[5]
- 時空警察SIG-RAIDER 邂逅～エヴェリーヌ～（2021年11月20日 - 28日、新宿村LIVE） - 神楽耶輝 役
- レイザーマーガレット～エピソード0～（2022年4月27日 - 5月1日、シアターグリーン） - 芦乃・ローレン・麻衣 役
- 東京ノ温度 第十七回公演「おずわるど」（2022年6月11日 - 15日、下北沢小劇場B1） - 西野ゆきこ 役
- OLヴィーナスはちみつシアターLIVE VOL.13「Re:バーシブル」（2022年7月14日 - 16日、吉祥寺スターパインズカフェ） - パブブルー 役
- いつか素敵なシネマのように（2022年8月11日 - 14日、ラゾーナ川崎プラザソル） - 五十嵐あんず 役
- 東京ノ温度 第十八回公演「まなつぼし」（2022年10月19日 - 23日、サンモールスタジオ） - 坂東美里 役 ※ダブルキャスト
- アサルトリリィ・イルマ女子美術高校（2023年4月13日 - 19日、亀有リリオホール） - 中林海七 役
- 舞台 アサルトリリィ×私立ルドビコ女学院「シュベスターの祈り」（2023年5月18日 - 21日、シアターサンモール） - 天宮・ソフィア・聖恋 役
- なおりく第一回本公演「声。」（2023年8月23日 - 27日、バルスタジオ） - 東条咲 役
- ティアムーン帝国物語〜断頭台（ギロチン）姫on the stage〜（2023年11月9日 - 16日、飛行船シアター） - ティオーナ・ルドルフォン 役
- 東京ノ温度 第二十三回公演「あくたがわさん」（2024年10月16日 - 20日、「劇」小劇場） - 横山まどか 役[6]
- 舞台「アサルトリリィ」-眞說・御台場迎撃戦-（2025年9月20日 - 25日、シアター1010） - 中林海七 役[7]

### MV
- Wurts 「エヴォリューション」（2024年5月）

## 書籍

### 電子写真集
- Summer Blue（2023年6月29日、集英社）[8]